# 尼崎市立大成中学校
尼崎市立大成中学校（あまがさきしりつたいせいちゅうがっこう）は、兵庫県尼崎市久々知西町にある公立中学校。

## 沿革
- 1961年4月1日 - 立花中学校・小田北中学校の分離校として設置、創立。
- 1986年4月1日 - 制服指定される。
- 1995年1月17日 - 阪神・淡路大震災のため体育館を避難所に指定。
- 2005年4月25日 - JR福知山線脱線事故のため運動場がヘリポート及び駐車場となる。

## 部活動

### 運動部
- 野球部
- ソフトテニス部
- バスケットボール部
- 陸上競技部
- サッカー部
- 男子バレーボール部
- ソフトボール部
- 剣道部

### 文化部
- 吹奏楽部
- ESS部
- 演劇部
- 美術部

### 過去
- 放送部（現在は委員会化）…ダウンタウンの2人が当時、所属していた。

## 主な卒業生
- ダウンタウン（浜田雅功・松本人志） - お笑い芸人、1979年卒業。[1]
- 高須光聖 - 放送作家、1979年卒業。
- 福沢卓宏 - 元プロ野球選手、プロ野球監督[2]、1997年卒業。
- 松田凌 - 俳優、2007年卒業。
- 神谷早矢佳 - 声優、2013年卒業。
- 小西祐大-経営者、2013年卒業。

## 通学区域が隣接している学校
- 尼崎市立小園中学校
- 尼崎市立塚口中学校
- 尼崎市立立花中学校
- 尼崎市立日新中学校
- 尼崎市立中央中学校
- 尼崎市立成良中学校
- 尼崎市立小田中学校
- 尼崎市立小田北中学校